# Кристофер Макдоналд
Кристофер Макдоналд (енгл. Christopher McDonald; Њујорк, 15. фебруар 1955), амерички је филмски и ТВ глумац и продуцент.
Прославио се улогама у филмовима Телма и Луиз (1991), Хепи Гилмор (1996), Флабер (1997), Реквијем за снове (2000) и Зечица на колеџу (2008) између осталих.